# NGC 6414
NGC 6414 је спирална галаксија у сазвежђу Змај која се налази на NGC листи објеката дубоког неба.
Деклинација објекта је + 74° 22' 36" а ректасцензија 17h 30m 36,7s. Привидна величина (магнитуда) објекта NGC 6414 износи 15,3 а фотографска магнитуда 16,1. NGC 6414 је још познат и под ознакама UGC 10906, MCG 12-16-41, CGCG 340-5, CGCG 339-47, NPM1G +74.0144, PGC 60416.